# Wassian Patrikejew
Wassian Patrikejew (russisch Вассиан Патрикеев, Вассиан Косой; Василий Иванович Патрикеев; auch: Knes Wassian Kossoi; Wassili Iwanowitsch Patrikejew, Vassian Patrikeyev, * ~1470; † zwischen 1531 und 1545) war ein russischer Kleriker, Politiker und Schriftsteller. Patrikeyev führte seine Abstammung auf Fürst Patrikas von Korela und Gediminas den Großfürsten von Litauen zurück.

## Leben

### Politisches Wirken
Als einer der Führer der Bojaren unterstützte er den Zarewitsch Dmitri Iwanowitsch, den Enkel von Iwan III., im Machtkampf gegen Wassili, den Sohn von Sofia Palaiologa, den zweitgeborenen Enkel.
In kirchlichen Belangen standen die Bojaren häretischen und freiheitsliebenden Kreisen nahe.
1499 erhielt Iwan III. Kenntnis von der Verschwörung gegen Wassili und ließ Dmitri Iwanowitsch und andere einkerkern. Wassian Patrikejew wurde gezwungen ins Kloster zu gehen und wurde ins Kirillo-Beloserski-Kloster verbannt.

### Kirchliche Karriere
Im Kloster lernte Patrikejew Nil Sorski kennen, wurde sein Schüler und ging auf in dessen Philosophie. 1503 ging er zusammen mit Sorski nach Moskau, wo sie an einem Konzil (sobor) teilnahmen. In diesem Konzil forderten die beiden Nachsicht für Häretiker und stellten sich gegen Joseph von Wolokolamsk (Iossif Wolozki), wodurch sich ein Disput entspann, der durch persönliche Briefe belegt ist.
Unter der Herrschaft von Wassili III. errang Patrikejew einen wichtigen Status. Aufgrund seines wachsenden Einflusses konnte er zahlreiche Häretiker vor schweren Strafen bewahren. An einem Punkt verbot sogar der Zar dem Wolozki Patrikejew zu diffamieren. Später wurde auch Warlaam, ein Vertrauter von Sorski, mit Unterstützung von Patrikejew zum Metropoliten gewählt.
Um 1517 begann Patrikejew seine Arbeit an der Revision des sogenannten Kormtschaja kniga (Кормчая книга - Kormčaja kniga; Buch der Leitlinien; Kanonisches Recht), ein Kodex kirchlicher Erlasse und Gesetze der byzantinischen Kaiser. 1518 kam Maxim der Grieche vom Athos als Unterstützer und versammelte eine Reihe von Oppositionellen, unter anderem auch Patrikejew.
1523 wurde jedoch wieder ein Anhänger Wolozkis, der Hegumen Daniel von Wolokolamsk zum Metropoliten gewählt und bald darauf begann eine Verfolgung der Opposition.
Der Einfluss von Patrikejew begann zu schwinden auch aufgrund von Patrikejews offener Missbilligung von Wassilis scheidung. 1531 wurde Patrikejew vor ein Konzil zitiert. Metropolit Daniel klagte ihn an, das Kormtschaja kniga unerlaubt bearbeitet zu haben und hellenistische Ideen eingeschleust zu haben; er wies ihm die Löschung von Passagen nach, die die Rechte der Klöster auf Eigentum begründeten; die Beleidigung von Wundertätern wie Makarius Kalyazinsky und Metropolit Jonah; sowie „häretische Zeilen“ in seiner Übersetzung von Symeon Metaphrastes’ Leben der Maria. Das Konzil befand Patrikejew für schuldig und schickte ihn in das feindliche Joseph-Wolokolamsk-Kloster, wo er ein Jahrzehnt später verstarb.
Patrikejews Todesdatum ist unsicher. Nach Hinweisen von Andrei Michailowitsch Kurbski starb er spätestens 1545 einen gewaltsamen Tod.